# دهنو کوهستان
دهنو کوهستان، روستایی در دهستان کوهستان بخش چاه حسن شهرستان جازموریان در استان کرمان ایران است.

## جمعیت
بر پایه سرشماری عمومی نفوس و مسکن در سال ۱۳۹۵، جمعیت این روستا برابر با ۵۱۲ نفر (۱۳۰ خانوار) بوده است.
دهیار روستا :علی بامری